# 茨城県小学校の廃校一覧
茨城県小学校の廃校一覧（いばらきけんしょうがっこうのはいこういちらん）は、茨城県内の廃校になった小学校の一覧。対象となるのは、学制改革（1947年）以降に廃校となった小学校、および分校である。学校名は廃校当時のもの。廃校時に小学校が所在した自治体がその後合併により廃止されている場合は、現行の自治体に含める。また現在休校中の県内の小学校と分校も、事実上廃校となっているものが多いため、参考として記載する。

## 水戸市
- 水戸市立山根小学校（2011年水戸市立双葉台小学校へ統合）[1]
- 水戸市立国田小学校（2016年国田中と統合し水戸市立国田義務教育学校へ）[2]

## 日立市
- 日立市立上諏訪小学校（1962年日立市立油縄子小学校へ統合）[3]
- 日立市立中深荻小学校菅分校（1965年）[3]
- 日立市立中深荻小学校（1967年日立市立中里小学校へ統合）[3]
- 日立市立入四間小学校（1971年中里小へ統合）[3]
- 日立市立本山小学校（1978年日立市立仲町小学校へ統合）[4]
- 日立市立大雄院小学校（1979年仲町小へ統合）[4]
- 日立市立高原小学校（2007年日立市立櫛形小学校へ統合）[5]
- 日立市立中里小学校（2022年中里中へ統合し義務教育学校の日立市立中里小中学校へ）[6]
- 日立市立東小沢小学校（2024年坂本小と統合し日立市立坂本東小学校へ[7]）
- 日立市立坂本小学校（2024年東小沢小と統合し坂本東小へ[7]）
- 十王町立高原小学校黒板分教場（1973年）
- 多賀町立河原子小学校光仁寮教場（1951年大沼分教場と統合し日立市立大沼小学校〈当時：多賀町立〉へ）[8]
- 多賀町立河原子小学校大沼分教場（1951年光仁寮教場と統合し大沼小へ）[8]

## 土浦市
- 土浦市立上大津東小学校菅谷分校（1986年土浦市立菅谷小学校の新設に伴い閉校）[9]
- 土浦市立宍塚小学校（2014年土浦市立土浦小学校へ統合）[10][11]
- 土浦市立藤沢小学校（2018年新治中と統合し土浦市立新治学園義務教育学校へ）[12]
- 土浦市立斗利出小学校（同上）[12]
- 土浦市立山ノ荘小学校（同上）[12]
- 土浦市立上大津西小学校（2020年菅谷小へ統合）[13]
- 山ノ荘村立永井小学校（1952年小野小と統合し山ノ荘小へ）[14]
- 山ノ荘村立小野小学校（1952年永井小と統合し山ノ荘小へ）[14]
- 新治村立山ノ荘小学校沢辺分教場（1958年）[14]

## 古河市
- 総和町立釈迦小学校水海分校（1981年統合により古河市立水海小学校〈当時：総和町立〉へ）[15]
- 総和町立釈迦小学校前林分校（同上）[15]
- 総和町立下大野小学校高野分校（同上）[15]

## 石岡市
- 石岡市立高浜小学校（2024年石岡市立南小学校へ統合）[7]
- 石岡市立三村小学校（同上）[7]
- 石岡市立関川小学校（同上）[7]
- 石岡市立北小学校（2024年石岡市立府中小学校へ統合）[7]
- 小幡村立小幡小学校〈旧〉（1957年下青柳小と統合し石岡市立小幡小学校〈当時：小幡村立〉へ）[16]
- 小幡村立下青柳小学校（1957年小幡小〈旧〉と統合し小幡小〈新〉へ）[16]
- 八郷町立片野小学校（1974年石岡市立柿岡小学校〈当時：八郷町立〉へ統合）[17]
- 八郷町立葦穂小学校鯨岡分教場（1962年）[18]
- 八郷町立大増小学校（1984年石岡市立恋瀬小学校〈当時：八郷町立〉へ統合）[19]
- 八郷町立朝日小学校（2004年石岡市立小桜小学校〈当時：八郷町立〉へ統合）[20]

## 結城市
- 結城市立江川北小学校大木分校（1962年）[21]

## 龍ケ崎市
- 龍ケ崎市立長戸小学校（2015年龍ケ崎市立城ノ内小学校へ統合）[22]
- 龍ケ崎市立北文間小学校（2017年龍ケ崎市立龍ケ崎西小学校へ統合）[23]
- 龍ケ崎市立大宮小学校（2025年龍ケ崎市立龍ケ崎小学校へ統合）[24]

## 下妻市
- 下妻市立上妻小学校大木分教場（1959年）[25]
- 下妻市立大宝小学校堀籠分校（1984年）[26]
- 下妻市立蚕飼小学校（2014年下妻市立宗道小学校へ統合）[27]

## 常総市
- 常総市立大花羽小学校（2023年常総市立菅原小学校へ統合）[28]
- 水海道市立坂手小学校（1958年内守谷小と統合し常総市立絹西小学校〈当時：水海道市立〉へ）[29][注釈 1]
- 水海道市立内守谷小学校（1958年坂手小と統合し絹西小へ）[29]
- 水海道市立水海道小学校分校（1969年）

## 常陸太田市
- 常陸太田市立金砂小学校上宮分校（1972年）[30]
- 常陸太田市立誉田小学校〈旧〉（1979年上大門小と統合し常陸太田市立誉田小学校〈新〉へ）[31]
- 常陸太田市立上大門小学校（1979年誉田小〈旧〉と統合し誉田小〈新〉へ）[31]
- 常陸太田市立町屋小学校（1981年西河内上小と統合し河内小へ）[32]
- 常陸太田市立西河内上小学校（1981年町屋小と統合し河内小へ）[32]
- 常陸太田市立金砂小学校（2008年金郷小と統合し金砂郷小〈初代〉へ）[33]
- 常陸太田市立金郷小学校（2008年金砂小と統合し金砂郷小〈初代〉へ）[33]
- 常陸太田市立北小学校（2008年染和田小と統合し水府小〈初代〉へ）[33]
- 常陸太田市立染和田小学校（2008年北小と統合し水府小〈初代〉へ）[33]
- 常陸太田市立瑞龍小学校（2012年誉田小へ統合）[31]
- 常陸太田市立河内小学校（2012年常陸太田市立機初小学校へ統合）[33]
- 常陸太田市立佐都小学校（同上）[33]
- 常陸太田市立賀美小学校（2014年小里小と統合し常陸太田市立里美小学校へ）[34]
- 常陸太田市立小里小学校（2014年賀美小と統合し里美小へ）[34]
- 常陸太田市立水府小学校〈初代〉（2018年山田小と統合し常陸太田市立水府小学校〈2代目〉へ）[35]
- 常陸太田市立山田小学校（2018年水府小〈初代〉と統合し水府小〈2代目〉へ）[35]
- 常陸太田市立金砂郷小学校〈初代〉（2022年統合により金砂郷小〈2代目〉へ）[6]
- 常陸太田市立郡戸小学校（同上）[6]
- 常陸太田市立久米小学校（同上）[6]
- 常陸太田市立幸久小学校（2022年統合により峰山小へ）[6]
- 常陸太田市立佐竹小学校（同上）[6]
- 常陸太田市立西小沢小学校（同上）[6]
- 水府村立山田小学校棚谷分教場（1963年）[36]
- 里美村立小里小学校徳田分校（1971年）[34]
- 里美村立小菅小学校（1973年賀美小へ統合）[34]
- 里美村立上深荻小学校（同上）[34]
- 里美村立折橋小学校（1979年賀美小へ統合）[34]
- 里美村立里川小学校（1982年小里小へ統合）[34]
- 里美村立大中小学校（1984年小里小へ統合）[34]

## 高萩市
- 高萩市立上君田小学校（1980年下君田小と統合し君田小へ）[37]
- 高萩市立下君田小学校（1980年上君田小と統合し君田小へ）[37]
- 高萩市立横川小学校（1989年君田小へ統合）[37]
- 高萩市立君田小学校（2017年高萩市立松岡小学校へ統合）[38]

## 北茨城市
- 北茨城市立才丸小学校（1967年花園小と統合し水沼小へ）
- 北茨城市立花園小学校（1967年才丸小と統合し水沼小へ）
- 北茨城市立小川小学校（1984年水沼小へ統合）[39]
- 北茨城市立水沼小学校（2000年北茨城市立華川小学校へ統合）[40]
- 北茨城市立関本第一小学校（2016年富士ケ丘小および関本中と統合し北茨城市立関本小中学校へ）[41]
- 北茨城市立富士ケ丘小学校（2016年関本第一小および関本中と統合し関本小中へ）[41]

## 笠間市
- 笠間市立高田小学校（1958年8月1日大池田村立大池田第三小学校から改称、1975年寺崎小と統合し1976年佐城小へ）[42][注釈 2]
- 笠間市立寺崎小学校（1958年8月1日北山内村立北山内第二小学校から改称、1975年高田小と統合し1976年佐城小へ）[42]
- 笠間市立稲田小学校〈旧〉（1979年福原小と統合し笠間市立稲田小学校〈新〉へ）[43]
- 笠間市立福原小学校（1979年稲田小〈旧〉と統合し稲田小〈新〉へ）[43]
- 笠間市立上加賀田小学校（1982年南山内小と本戸小の一部と統合し南小へ）[44]
- 笠間市立南山内小学校（1982年上加賀田小と本戸小の一部と統合し南小へ）[44]
- 笠間市立本戸小学校（1982年稲田小と南小へ地区毎に分れて統合）[44]
- 笠間市立大橋小学校（1983年池野辺小と高田小の一部と統合して東小へ）[42]
- 笠間市立池野辺小学校（1983年大橋小と高田小の一部と統合して東小へ）[42]
- 笠間市立来栖小学校（1984年笠間市立笠間小学校と南小へ地区毎に分れて統合）[42]
- 笠間市立東小学校（2015年笠間小へ統合）[42]
- 笠間市立佐城小学校（同上）[42]
- 笠間市立箱田小学校（北山内村立北山内第一小学校→1955年笠間町立箱田小学校へ改称、2015年笠間小へ統合）[42]
- 笠間市立南小学校（2017年南中と統合し笠間市立みなみ学園義務教育学校へ）[45][注釈 3]
- 友部町立大原小学校小原分校（1968年）[47]
- 岩間町立岩間第一小学校第一分校（1983年）[48]

## 取手市
- 取手市立高須小学校（取手市と合併した2005年に取手市立桜が丘小学校へ編入統合）[49]
- 取手市立小文間小学校（2015年統合により取手市立取手東小学校へ）[50]
- 取手市立井野小学校（同上）[50]
- 取手市立吉田小学校（同上）[50]
- 取手市立戸頭西小学校（2015年戸頭東小と統合し取手市立戸頭小学校〈2代目〉へ）[51]
- 取手市立戸頭東小学校（2015年戸頭西小と統合し戸頭小〈2代目〉へ）[51]
- 取手市立白山西小学校（2016年稲小と統合し取手市立取手西小学校へ）[52]
- 取手市立稲小学校（2016年白山西小と統合し取手西小へ）[52]
- 井野小学校〈初代〉→取手町立取手第二小学校（1958年に取手第一小学校〈旧：取手小〉に編入統合し、取手町立取手小学校〈当時〉へ）[53]
- 取手町立戸頭小学校〈初代〉（1960年統合により取手市立永山小学校〈当時：取手町立〉へ）
- 取手町立高井小学校市ノ代分校（同上）
- 取手町立東小学校（同上）
- 取手町立高井小学校〈初代〉（1960年統合により永山小へ、1982年取手市立高井小学校〈2代目〉として再分離）[54]

## 牛久市
- 牛久市立奥野小学校（2020年牛久第二中と統合し牛久市立おくの義務教育学校へ）[55]
- 牛久町立奥野第一小学校（1965年統合により奥野小へ）[56]
- 牛久町立奥野第一小学校奥原分教場（同上）[56]
- 牛久町立奥野第二小学校（同上）[56]
- 牛久町立岡田小学校下根分校（1972年）[57]
- 牛久町立岡田小学校女化分校（1972年）[58]

## つくば市
- つくば市立筑波第一小学校（2005年筑波小へ統合）[33]
- つくば市立大形小学校（2008年小田小へ統合）[33]
- つくば市立山口小学校（2013年北条小へ統合）[33]
- つくば市立春日小学校（2016年春日中と統合しつくば市立春日学園義務教育学校へ）[59]
- つくば紫峰学園つくば市立筑波小学校（2018年つくば市立秀峰筑波義務教育学校へ移行）[60]
- つくば紫峰学園つくば市立田井小学校（同上）[60]
- つくば紫峰学園つくば市立北条小学校（同上）[60]
- つくば紫峰学園つくば市立小田小学校（同上）[60]
- つくば百合ヶ丘学園つくば市立田水山小学校（同上）[60]
- つくば百合ヶ丘学園つくば市立作岡小学校（同上）[60]
- つくば百合ヶ丘学園つくば市立菅間小学校（同上）[60]

## ひたちなか市
- ひたちなか市立平磯小学校（2021年平磯中・阿字ケ浦中と統合しひたちなか市立美乃浜学園へ）[61]
- ひたちなか市立磯崎小学校（同上）[61]
- ひたちなか市立阿字ケ浦小学校（同上）[61]

## 潮来市
- 潮来市立牛堀第一小学校（2004年統合により潮来市立牛堀小学校へ[62]、旧校舎は改装・増築によって潮来市立図書館となった[63]）
- 潮来市立牛堀第二小学校（同上）[62]
- 潮来市立八代小学校（同上）[62]
- 潮来市立徳島小学校（2012年潮来市立延方小学校へ統合）[33]
- 潮来市立大生原小学校（2021年延方小へ統合）[64]

## 守谷市
- 守谷町立大井沢小学校〈旧〉（1995年。入れ違いで開校した守谷市立大井沢小学校〈当時：守谷町立〉は同名だが新設校）[注釈 4]

## 常陸大宮市
- 常陸大宮市立伊勢畑小学校（2009年統合により常陸大宮市立御前山小学校へ）[65]
- 常陸大宮市立野口小学校（同上）[65]
- 常陸大宮市立長倉小学校（同上）[65]
- 常陸大宮市立嶐郷小学校（2010年檜沢小と統合し常陸大宮市立美和小学校へ）[66]
- 常陸大宮市立檜沢小学校（2010年嶐郷小と統合し美和小へ）[66]
- 常陸大宮市立小瀬小学校（2010年八里小と統合し統合常陸大宮市立緒川小学校へ）[67]
- 常陸大宮市立八里小学校（2010年小瀬小と統合し緒川小へ）[67]
- 常陸大宮市立塩田小学校（2010年玉川小と統合し常陸大宮市立大宮北小学校へ）[68]
- 常陸大宮市立玉川小学校（2010年統合により大宮北小へ）[68]
- 常陸大宮市立小場小学校（2010年常陸大宮市立村田小学校へ統合）[69]
- 常陸大宮市立大場小学校（2013年常陸大宮市立大宮西小学校へ統合）[70]
- 常陸大宮市立世喜小学校（2013年常陸大宮市立大宮小学校へ統合）[71]
- 山方町立山方小学校〈旧〉（2003年統合により常陸大宮市立山方小学校〈新〉〈当時：山方町立〉へ）[72]
- 山方町立山方小学校舟生分校（同上）[72]
- 山方町立久隆小学校（同上）[72]
- 山方町立盛金小学校（同上）[72]
- 山方町立諸富野小学校（同上）[72]
- 山方町立長田小学校（2003年統合により常陸大宮市立山方南小学校〈当時：山方町立〉へ）[73]
- 山方町立野上小学校（同上）[73]
- 山方町立小貫小学校（同上）[73]
- 緒川村立八里小学校千田分校（1967年）[67]
- 緒川村立八里小学校松之草分校（1967年）[67]
- 緒川村立八里小学校入本郷分校（1967年）[67]
- 緒川村立八里小学校小舟分校（1979年）[67]
- 緒川村立小瀬第一小学校（1988年小瀬第二小と統合し小瀬小へ）[67]
- 緒川村立小瀬第二小学校（1988年小瀬第一小と統合し小瀬小へ）[67]

## 那珂市
- 那珂市立戸多小学校（2014年那珂市立芳野小学校へ統合[74]）
- 那珂市立本米崎小学校（2015年）[75]
- 瓜連町立瓜連小学校〈旧〉（1963年静小と統合し那珂市立瓜連小学校〈当時：瓜連町立〉へ）[76]
- 瓜連町立静小学校（1963年瓜連小〈旧〉と統合し瓜連小〈新〉へ）[76]

## 筑西市
- 筑西市立大村小学校（2024年筑西市立明野中学校などと統合し筑西市立明野五葉学園へ）[7]
- 筑西市立村田小学校（同上）[7]
- 筑西市立鳥羽小学校（同上）[7]
- 筑西市立上野小学校（同上）[7]
- 筑西市立長讃小学校（同上）[7]
- 下館市立嘉田生崎小学校西榎生分校（1969年）[77]
- 下館市立嘉田生崎小学校嘉家佐和分校（1969年）[77]
- 下館市立大田小学校布川分教場（1972年）
- 明野町立村田小学校古内分校（1970年）[78]
- 関城町立河内小学校（1972年黒子小と統合し関城町立東小学校〈現：筑西市立関城東小学校〉へ）[注釈 5]
- 関城町立黒子小学校（1972年東小黒子教場となり、1974年9月1日廃止）

## 坂東市
- 猿島町立逆井小学校（1972年山小と統合し坂東市立逆井山小学校〈当時：猿島町立〉へ）[79]
- 猿島町立山小学校（1972年逆井小と統合し逆井山小へ）[79]
- 岩井市立飯島小学校大口新田分校（1985年）[80]
- 岩井市立中川小学校莚打分校（1998年）[81]

## 稲敷市
- 稲敷市立新東小学校（2013年稲敷市立あずま東小学校へ統合）[82]
- 稲敷市立柴崎小学校（2014年統合により稲敷市立新利根小学校へ）[83]
- 稲敷市立根本小学校（同上）[83]
- 稲敷市立太田小学校（同上）[83]
- 稲敷市立君賀小学校〈2代目〉（2016年稲敷市立江戸崎小学校へ統合）[84]
- 稲敷市立鳩崎小学校（同上）[84]
- 稲敷市立あずま南小学校（2017年あずま東小へ統合）[82]
- 稲敷市立阿波小学校（2021年統合により稲敷市立桜川小学校へ）[85]
- 稲敷市立浮島小学校（同上）[85]
- 稲敷市立古渡小学校〈2代目〉（同上）[85]
- 江戸崎町立君賀小学校〈初代〉（1965年下君山小と統合し君賀小〈2代目〉へ）[86]
- 江戸崎町立下君山小学校（1965年君賀小〈初代〉と統合し君賀小〈2代目〉へ）[86]
- 桜川村立古渡小学校〈初代〉（1970年三次小と統合し古渡小〈2代目〉へ）
- 桜川村立三次小学校（1970年古渡小〈初代〉と統合し古渡小〈2代目〉へ）

## かすみがうら市
- かすみがうら市立佐賀小学校（2016年統合によりかすみがうら市立霞ヶ浦北小学校へ）[87]
- かすみがうら市立安飾小学校（同上）[87]
- かすみがうら市立志士庫小学校（同上）[87]
- かすみがうら市立下大津小学校（2016年統合によりかすみがうら市立霞ヶ浦南小学校へ）[88]
- かすみがうら市立美並小学校（同上）[88]
- かすみがうら市立牛渡小学校（同上）[88]
- かすみがうら市立宍倉小学校（同上）[88]
- かすみがうら市立志筑小学校（2022年統合によりかすみがうら市立千代田義務教育学校へ）[6]
- かすみがうら市立新治小学校（同上）[6]
- かすみがうら市立七会小学校（同上）[6]
- かすみがうら市立上佐谷小学校（同上）[6]
- 出島村立柏崎小学校（1969年安飾小へ統合）[89]
- 出島村立志士庫小学校西成井分校（1971年）[89]
- 出島村立田伏小学校（1978年佐賀小へ統合）[89]

## 桜川市
- 桜川市立真壁小学校（2018年桃山中と統合し桃山学園へ）[90]
- 桜川市立紫尾小学校（同上）[90]
- 桜川市立猿田小学校（2021年桜川市立羽黒小学校へ統合）[91]
- 桜川市立谷貝小学校（2025年樺穂小・桜川中・桃山学園と統合し桜川市立真壁学園義務教育学校へ）[24]
- 桜川市立樺穂小学校（2025年谷貝小・桜川中・桃山学園と統合し真壁学園へ）[24]
- 桜川市立桃山学園（2025年谷貝小・樺穂小・桜川中と統合し真壁学園へ）[24]
- 岩瀬町立羽黒小学校上城分校（1957年）[91]
- 岩瀬町立坂戸小学校大泉分校（1983年）[92]
- 岩瀬町立坂戸小学校下泉分校（1983年）[92]
- 岩瀬町立坂戸小学校長方分校（1983年）[92]
- 岩瀬町立岩瀬小学校富谷分校（1985年）[93][注釈 6]

## 神栖市
- 神栖市立明神小学校（2012年波崎東小〈2代目〉と統合し神栖市立波崎小学校へ）[94]
- 神栖市立波崎東小学校〈2代目〉（2012年明神小と統合し波崎小へ）[94]
- 神栖市立土合小学校（2018年矢田部小と統合し神栖市立やたべ土合小学校へ）[95]
- 神栖市立矢田部小学校（2018年土合小と統合しやたべ土合小へ）[95]
- 波崎町立波崎東小学校〈初代〉（1972年明神小〈波崎東小旧校舎〉と波崎東小〈新校舎の2代目〉へ分割）[94]

## 行方市
- 行方市立行方小学校（2012年行方市立麻生小学校へ統合）[96]
- 行方市立小高小学校（同上）[96]
- 行方市立小貫小学校（2012年武田小へ統合）[96]
- 行方市立三和小学校（同上）[96]
- 行方市立大和第一小学校（2013年統合により行方市立麻生東小学校へ）[96]
- 行方市立大和第二小学校（同上）[96]
- 行方市立大和第三小学校（同上）[96]
- 行方市立太田小学校（同上）[96]
- 行方市立玉造西小学校（2014年行方市立玉造小学校へ統合）[96]
- 行方市立現原小学校（同上）[96]
- 行方市立手賀小学校（同上）[96]
- 行方市立羽生小学校（同上）[96]
- 行方市立玉川小学校（同上）[96]
- 行方市立津澄小学校（2016年統合により行方市立北浦小学校へ）[96]
- 行方市立要小学校（同上）[96]
- 行方市立武田小学校（同上）[96]
- 北浦村立山田小学校（1963年繁昌小と統合し津澄小へ）[97]
- 北浦村立繁昌小学校（1963年山田小と統合し津澄小へ）[97]

## 鉾田市
- 鉾田市立巴第一小学校（2016年統合により鉾田市立鉾田北小学校へ）[98]
- 鉾田市立大和田小学校（同上）[98]
- 鉾田市立徳宿小学校（同上）[98]
- 鉾田市立舟木小学校（同上）[98]
- 鉾田市立青柳小学校（同上）[98]
- 鉾田市立当間小学校（2019年統合により鉾田市立鉾田南小学校へ）[99]
- 鉾田市立鉾田小学校（同上）[99]
- 鉾田市立諏訪小学校（同上）[99]
- 鉾田市立新宮小学校（同上）[99]
- 鉾田市立大竹小学校（同上）[99]
- 鉾田市立野友小学校（同上）[99]
- 鉾田市立串挽小学校（同上）[99]
- 鉾田市立上島東小学校（2022年統合により鉾田市立大洋小学校へ）[6]
- 鉾田市立上島西小学校（同上）[6]
- 鉾田市立白鳥東小学校（同上）[6]
- 鉾田市立白鳥西小学校（同上）[6]
- 鉾田町立諏訪小学校（1956年鉾田町立諏訪第二小学校〈のち：鉾田市立諏訪小〉と旭村立諏訪小へ分割）[100]
- 旭村立諏訪東小学校（1973年旭村立諏訪小と統合し鉾田市立旭南小学校〈当時：旭村立〉へ）[100]
- 旭村立諏訪小学校（1973年諏訪東小と統合し旭南小へ）[100]
- 旭村立大谷小学校（1977年和田台小と統合し鉾田市立旭北小学校〈当時：旭村立〉へ）[101]
- 旭村立和田台小学校（1977年大谷小と統合し旭北小へ）[101]
- 大洋村立白鳥西小学校大蔵分教場（1959年）[102]

## つくばみらい市
- つくばみらい市立谷井田小学校（2020年三島小と統合しつくばみらい市立伊奈小学校へ）[103]
- つくばみらい市立三島小学校（2020年谷井田小と統合し伊奈小へ）[103]
- つくばみらい市立板橋小学校（2020年東小と統合しつくばみらい市立伊奈東小学校へ）[104]
- つくばみらい市立東小学校（2020年板橋小と統合し伊奈東小へ）[104]
- つくばみらい市立谷原小学校（2023年十和小と統合しつくばみらい市立谷和原小学校へ）[105]
- つくばみらい市立十和小学校（2023年谷原小と統合し谷和原小へ）[105]

## 小美玉市
- 小美玉市立小川小学校（2019年橘小と統合し小美玉市立小川南小学校へ）[106]
- 小美玉市立橘小学校（2019年小川小と統合し小川南小へ）[106]
- 小美玉市立玉里小学校（2021年統合により小美玉市立玉里学園義務教育学校へ）[107]
- 小美玉市立玉里北小学校（同上）[107]
- 小美玉市立玉里東小学校（同上）[107]
- 小美玉市立野田小学校（2022年統合により小美玉市立小川北義務教育学校へ）[107]
- 小美玉市立上吉影小学校（同上）[107]
- 小美玉市立下吉影小学校（同上）[107]
- 美野里町立堅倉小学校三箇分校（1963年）[108]
- 美野里町立竹原小学校中郷分教場（1965年）[注釈 7]

## 東茨城郡
- 城里町立青山小学校（2011年統合により城里町立常北小学校へ）[33]
- 城里町立小松小学校（同上）[33]
- 城里町立古内小学校（同上）[33]
- 城里町立七会東小学校（2011年七会西小と統合し城里町立七会小学校へ）[33]
- 城里町立七会西小学校（2011年七会東小と統合し七会小へ）[33]
- 城里町立岩船小学校（2011年統合により城里町立桂小学校へ）[109]
- 城里町立圷小学校（同上）[109]
- 城里町立北方小学校（同上）[109]
- 七会村立小勝小学校（1990年塩子小と統合。同時に塩子小、徳蔵小を東小、西小へ改称。2005年の西茨城郡七会村の合併に伴い七会東小、七会西小へ。以後上記のとおり）
- 大洗町立磯浜小学校（2012年祝町小と統合し大洗町立大洗小学校へ）[110]
- 大洗町立祝町小学校（2012年磯浜小と統合し大洗小へ）[110]
- 大洗町立大貫小学校（2016年夏海小と統合し大洗町立南小学校へ）[111]
- 大洗町立夏海小学校（2016年大貫小と統合し南小へ）[111]
- 茨城町立川根小学校（2015年統合により茨城町立青葉小学校へ）[112]
- 茨城町立上野合小学校（同上）[112]
- 茨城町立沼前小学校（同上）[112]
- 茨城町立駒場小学校（同上）[112]
- 茨城町立長岡第二小学校（2016年統合により茨城町立葵小学校へ）[113]
- 茨城町立石崎小学校（同上）[113]
- 茨城町立広浦小学校（同上）[113]

## 久慈郡
- 大子町立上小川小学校滝倉分校（1981年）[114]
- 大子町立黒沢小学校〈初代〉（1983年上野宮小と統合し黒沢小〈2代目〉へ）[115]
- 大子町立上野宮小学校（1983年黒沢小〈初代〉と統合し黒沢小〈2代目〉へ）[115]
- 大子町立大沢小学校（1984年大子町立上小川小学校へ統合）[114]
- 大子町立佐原小学校（1995年初原小と統合し大子町立さはら小学校へ）[116]
- 大子町立初原小学校（1995年佐原小と統合しさはら小へ、現在は環境学習施設「初原ぼっちの学校」へ）[116]
- 大子町立槇野地小学校（1996年さはら小へ統合、現在はおやきの学校へ）[116]
- 大子町立大子小学校（2001年統合により大子町立だいご小学校へ）[117]
- 大子町立浅川小学校（同上[117]、現在はルネサンス高等学校が入る）
- 大子町立池田小学校（同上[117]、現在は町のシルバーセンター及び福祉作業所）
- 大子町立上岡小学校（同上[117]、NHKおひさま、純情きらりなどのロケ地になるほか、2012年には短期レストランにもなった）
- 大子町立矢田小学校（同上[117]、えのきの学校となり、ロケ地にもなっていたが、2004年に焼失）
- 大子町立西金小学校（2005年上小川小へ統合、現在は町の教育支援センターや不登校児らの適応指導教室）[114]
- 大子町立下野宮小学校（2010年だいご小へ統合）[117]
- 大子町立黒沢小学校〈2代目〉（2019年だいご小へ統合）[117]

## 稲敷郡
- 美浦村立木原小学校（2025年統合により美浦村立大谷小学校へ）[24]
- 美浦村立安中小学校（同上）[24]
- 美浦村立大谷小学校（同上）[24]
- 阿見町立吉原小学校（2018年阿見町立阿見小学校へ統合）[118]
- 阿見町立実穀小学校（2018年阿見町立本郷小学校へ統合）[118]
- 河内町立源清田小学校（2012年長竿小と統合しみずほ小へ）[119]
- 河内町立長竿小学校（2012年源清田小と統合しみずほ小へ）[119]
- 河内町立みずほ小学校（2018年かわち学園中と統合し河内町立かわち学園へ）[119]
- 河内町立生板小学校（同上）[119]
- 河内町立金江津小学校（同上）[119]
- 河内村立金江津小学校田川分校（1959年）[120]
- 河内村立金江津小学校片巻分校（1959年）[120]
- 河内村立金江津小学校十三間戸分校（1959年）[120]

## 結城郡
- 八千代町立西豊田第一小学校（1972年西豊田第二小と統合し八千代町立西豊田小学校へ）[121]
- 八千代町立西豊田第二小学校（1972年西豊田第一小と統合し西豊田小へ）[121]

## 猿島郡
- 五霞町立五霞東小学校（2024年五霞西小と統合し五霞町立五霞小学校へ）[7]
- 五霞町立五霞西小学校（2024年五霞東小と統合し五霞小へ）[7]
- 五霞村立西小学校〈初代〉（1971年統合により五霞村立西小学校〈のち：五霞西小〉へ）[122]
- 五霞村立西小学校第一分校（同上）[122]
- 五霞村立西小学校元栗橋分校（同上）[122]
- 境町立猿島小学校第一分校（1978年）[123]
- 境町立猿島小学校第二分校（1978年）[123]

## 北相馬郡
- 利根町立布川小学校〈旧〉（2008年利根町立太子堂小学校へ統合、太子堂小が利根町立布川小学校〈新〉へ改称。校舎は旧太子堂小校舎を使用、旧布川小校舎は現在日本ウェルネススポーツ大学第二キャンパス）[124]
- 利根町立東文間小学校（2008年利根町立文間小学校へ統合）[125]
- 利根町立文小学校（2023年統合により利根町立利根小学校へ）[126]
- 利根町立文間小学校（同上）[126]
- 利根町立布川小学校（同上）[126]